# Nottingham Open 2008
Il Nottingham Open 2008 (conosciuto anche come Slazenger Open, per motivi di sponsorizzazione) 
è stato un torneo di tennis giocato sull'erba. 
È stata la 22ª edizione del  Nottingham Open, 
che fa parte della categoria International Series nell'ambito dell'ATP Tour 2008.
Si è giocato al Nottingham Tennis Centre di Nottingham in Inghilterra, dal 16 al 21 giugno 2008.

## Campioni

### Singolare
Ivo Karlović ha battuto in finale  Fernando Verdasco con il punteggio di 7–5, 6(4)–7, 7–6(8)

### Doppio
Bruno Soares /  Kevin Ullyett hanno battuto in finale  Jeff Coetzee /  Jamie Murray con il punteggio di 6–2, 7–6(5)